# Grundläggande soldatutbildning för frivilliga
Grundläggande soldatutbildning för frivilliga (GU-F) är en utbildning i det svenska militära försvaret och ett kortare alternativ till ordinarie militär grundutbildning. Den som genomfört GU-F skall, efter att därefter ha genomfört specialistutbildning och annan kompletterande utbildning kunna tjänstgöra som specialist i Hemvärnet. Utbildningen är 14 dagar lång och genomförs av olika frivilliga försvarsorganisationer på uppdrag av Försvarsmakten.
Utbildningen omfattar grundläggande soldatkunskaper såsom Försvarsmaktens värdegrund och soldatregler, användning av materiel och uniform, förläggningstjänst, första hjälpen och vapentjänst. För att kunna genomföra GU-F erfordras att man är en svensk medborgare över 18 år folkbokförd i Sverige samt medlemskap i en frivillig försvarsorganisation. 
Grundläggande soldatutbildning för frivilliga genomförs av Försvarsutbildarna, Sjövärnskåren, Flygvapenfrivilliga, Bilkåren samt Lottorna.